# Antilophia galeata
Antilophia galeata là một loài chim trong họ Pipridae.

## Hình ảnh

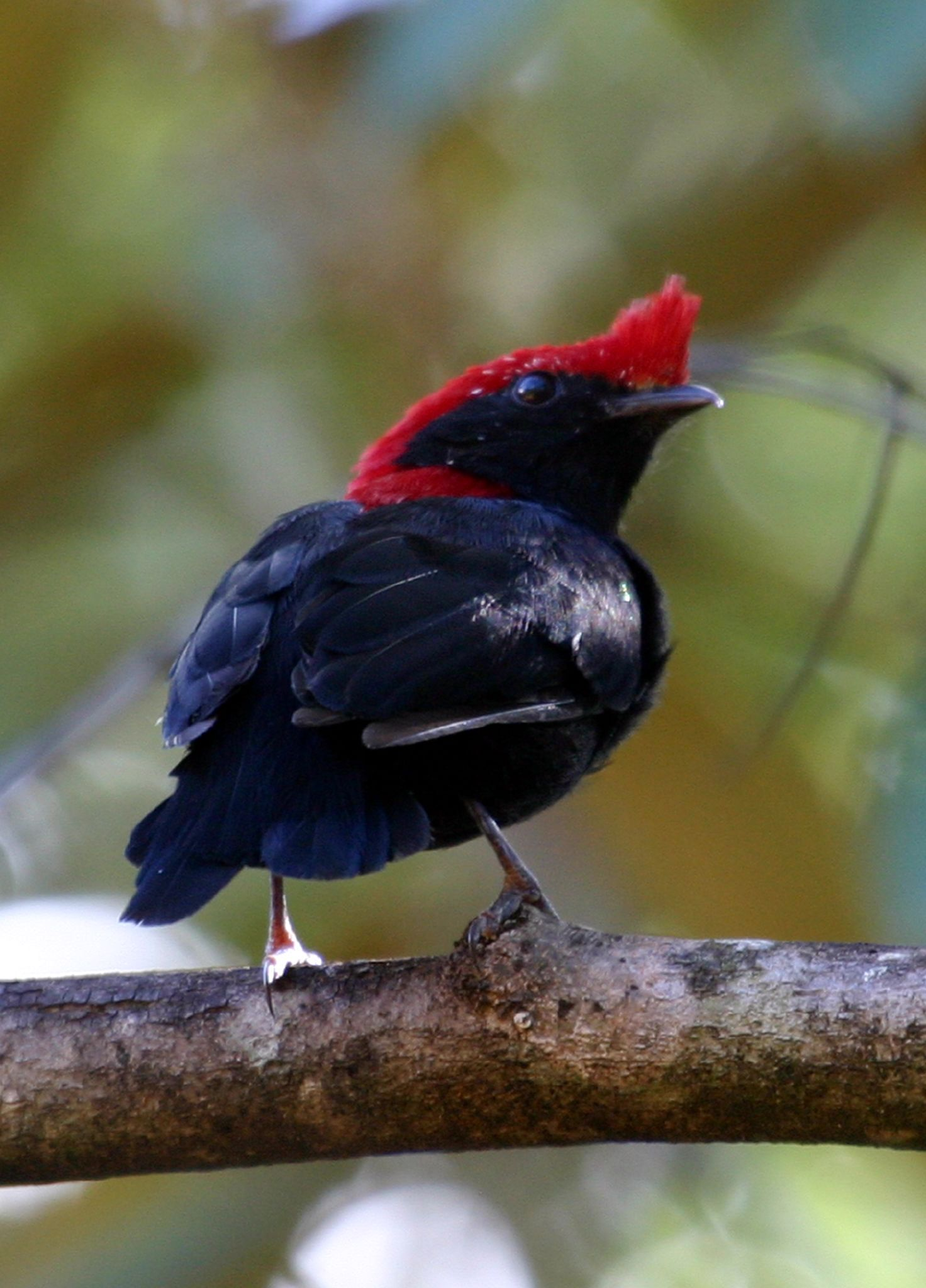
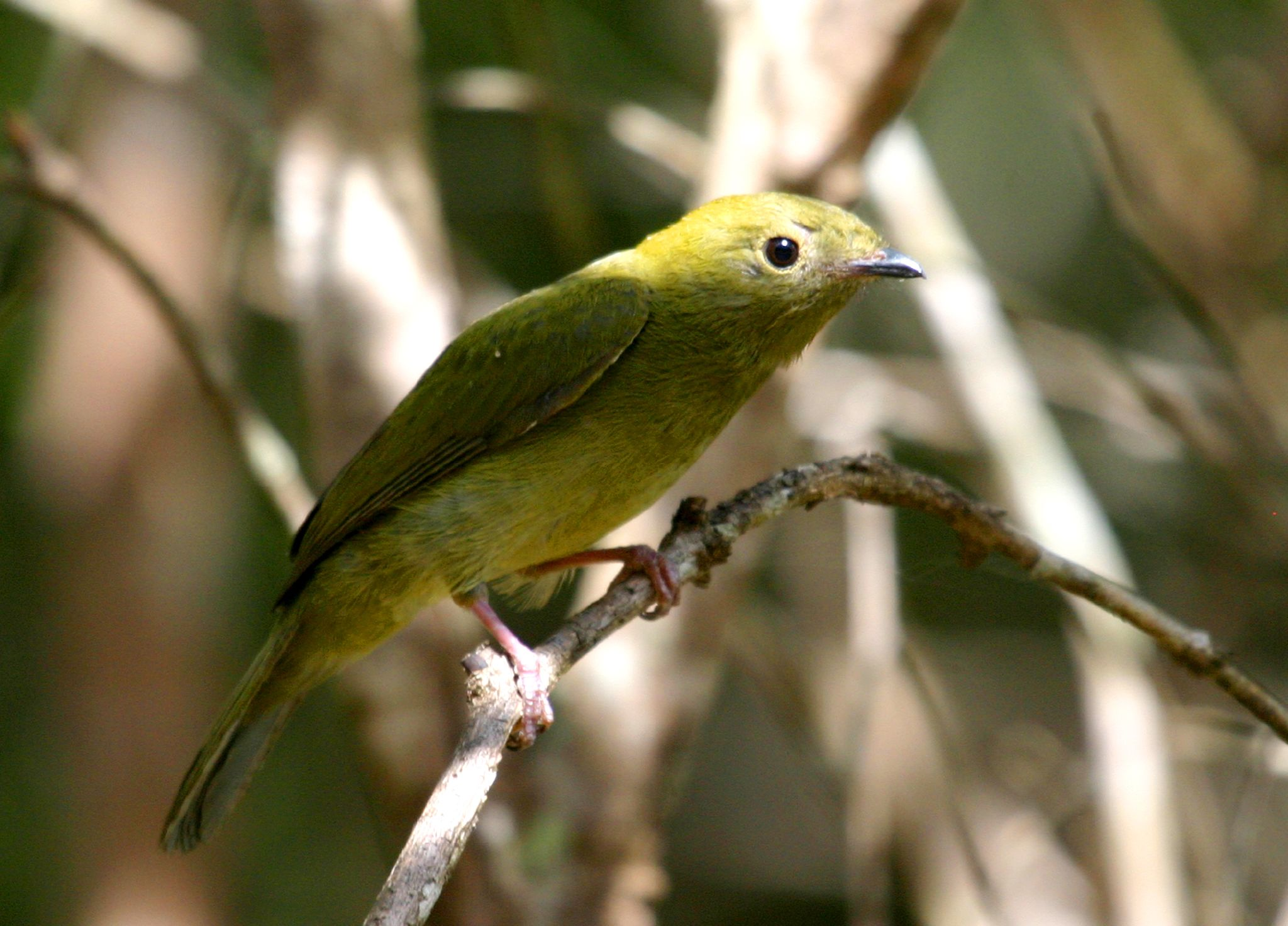